# 岩堡市 (華盛頓州)
岩堡市（英文：Castle Rock，又譯城堡石），是美国华盛顿州考利茨县下属的一座城市。位於威拉帕丘陵和圣海伦火山西邊山腳的中間。岩堡市是華盛頓州在太平洋溫帶雨林伐木業的中心。岩堡市是長景市都會統計區的一部分。根据2000年美国人口普查，该市有人口2,130人。根据2010年美国人口普查，该市有人口1,982人。而2011年估计该市有1,983人。